# 渡邉大我
渡邉大我（わたなべ たいが、2008年〈平成20年〉6月11日 - ）は、日本のアイドル、俳優、関西ジュニア。

## 来歴
味付け海苔が大好物で、CMに出演すればたくさん食べられるのではないかと考え、母親と共に事務所に履歴書を送る。大阪城ホールで行われたオーディションを受け、その日のうちにSnow Manのコンサートに出演、2021年11月28日に入所する。
2023年6月10日、「テレビ朝日・六本木ヒルズ SUMMER STATION」でのジャニーズJr.による公演『マイナビ サマステライブ 2023 俺たちがミライだ!!』限定ユニット・ミライBoys 24のメンバーに選出される。
2024年10月12日、朝日放送テレビ『年下彼氏』episode2 でドラマ初出演。

## 人物
特技はスケートボード・ポイ・膝がボキボキ鳴る。スケートボードは父の影響で小学生の時に始め、オーディションでの特技発表でも披露した。
趣味は散歩、スノーボード、サッカー。
憧れの先輩はなにわ男子の高橋恭平、Lilかんさいの大西風雅。

## 出演
個人での出演のみ記載。ユニットでの活動はミライBoys 24を参照。

### テレビドラマ
- 年下彼氏2 episode2「見つめられなくて」（2024年10月13日〔12日深夜〕、朝日放送テレビ） -  主演・ナギ役[8]

### 舞台
- おいでよ！ミナミ笑店街（2024年2月27日 - 3月31日、大阪松竹座）[9][10]
- 年下彼氏〜君のとなりで〜（2025年2月22日 - 3月9日、森ノ宮ピロティホール / 3月15日・16日、キャナルシティ劇場 / 3月22日 - 4月6日、東京グローブ座）- 栗生月彦 役[11][12]

### コンサート
- ALL Johnny's Jr. 2023 わっしょいCAMP! in Dome（2023年7月16日・17日、京セラドーム大阪 / 2023年8月19日・20日、東京ドーム）[13]
- 関西ジュニア サマバケ 2024（2024年8月1日 - 9月1日、大阪松竹座）[7][14]
- 東西ジュニア コンサート 東西シナジー（2024年12月20日 - 27日、オリックス劇場）[15][16]
- 関西ジュニア Concert 2025 Boys be AmBitious（2025年1月3日 - 5日、大阪城ホール）[17][18]
- 関西ジュニア コンサート 2025 Youth（2025年6月4日 - 7日〈予定〉、東大阪市文化創造館 Dream House 大ホール）[19][20]
- 関西ジュニア コンサート 2025 Are You Ready? 〜今年の夏も盛り上がれるんですかい？〜（2025年7月30日 - 8月10日〈予定〉、SkyシアターMBS）[21][22]

### イベント
- 第39回 マイナビ 東京ガールズコレクション 2024 AWTUMN/WINTER（2024年9月7日、さいたまスーパーアリーナ）[23]
- Rakuten GirlsAward 2024 AUTUMN/WINTER（2024年10月19日、幕張メッセ9-11ホール）[24]

## 外部サイト
- 渡邉大我 プロフィール - ジュニア Official Website